# Португало-турецкая война (1580—1589)
Четвёртая Португало-турецкая война (1580—1589 годы) — вооружённый конфликт между Португальской и Османской империями в Индийском океане.
Османский флот с 1580 по 1584 годы нападал только на португальские корабли в Индийском океане. В 1585 году Мир Али Бей захватил португальские гавани в Восточной Африке (Барауэ, Джумбо, Могадишо).
В 1586 году португальская армия вытеснила османов из городов Килифи, Патта и Малинди.
Момбаса была захвачена османами, но африканское племя Зимба присоединилось к португальцам и отвоевало город. Город потерял большую часть населения после резни, последовавшей за его захватом, и должен был быть отстроен и заселен повторно португальцами.
30 января 1589 года португальский флот, отправленный из Гоа в Португальской Индии и состоящий из 2 галеасов, 5 галер, 6 галиотов, 7 других кораблей и с 900 солдатами, смог отвоевать потерянные города и захватить турецкого адмирала — Мир Али Бея.